# Porpidia pachythallina
Porpidia pachythallina är en lavart som beskrevs av Fryday 2005. Porpidia pachythallina ingår i släktet Porpidia och familjen Porpidiaceae.   Inga underarter finns listade i Catalogue of Life.